# Шевчук, Василий Петрович
Василий Петрович Шевчук (укр. Василь Петрович Шевчук; 31 января 1933, с. Гуровцы, Казатинский район, Винницкая область, УССР — 11 декабря 2024, Киев, Украина) — доктор исторических наук (1975), профессор (1976), учёный, педагог, специалист в области истории. Кандидат в члены ЦК КПУ в 1976—1986 годах.

## Биография
Родился в селе Гуровка Козятинского района Винницкой области. В 1955 году окончил исторический факультет Винницкого педагогического института им. Н. Островского. С 1955 года работал учителем Сестриновской средней школы Казатинского района Винницкой области. Служил в Военно-морском флоте СССР.
Член КПСС с 1956 года.
До 1963 работал ассистентом кафедры марксизма-ленинизма Винницкого медицинского института, окончил аспирантуру кафедры истории КПСС Киевского университета. Защитил кандидатскую (1963) диссертацию.
С 1963 по 1975 год работал ассистентом, доцентом, профессором кафедры истории КПСС Киевского государственного университета им. Т. Г. Шевченко. В 1976 году занял должность профессора исторического факультета университета. Защитил в 1975 году докторскую диссертацию.
С 1976 по 1983 год работал секретарем партийного комитета КПУ Киевского государственного университета им. Т. Г. Шевченко.
С 1983 года — заведующий кафедрой истории КПСС для гуманитарных факультетов, в 1990—1995 годах заведовал кафедрой политической истории, затем — кафедрой истории для гуманитарных факультетов этого университета.
С 1998 года — профессор кафедры истории и культуры Украины Переяслав-Хмельницкого государственного педагогического университета. С 2003 года — работал на кафедре информационно-пропагандистского обеспечения и военной журналистики гуманитарного факультета Национальной академии обороны Украины. Читал лекции для студентов и преподавателей Лейпцигского университета (ГДР) и университета Санта-Клара (Куба).
Входил в состав комиссии Министерства высшего и среднего специального образования СССР, занимавшейся координацией научной деятельности вузов страны. В 1993 году входил в состав секции общественных наук по решению Президиума Комитета по присуждению Государственных премий Украины в области науки и техники.
Умер 11 декабря 2024 года в возрасте 91 года.

## Научная школа
Подготовил более 50 кандидатов исторических наук, 10 докторантов. Более 10 лет был председателем спецсовета по защите кандидатских и докторских диссертаций. С 1993 года по сей день является членом редколлегии и главным редактором «Научных записок по украинской истории» Переяслав-Хмельницкого государственного педагогического университета.
Автор более 100 научных трудов по истории Украины, украинского государства, истории политических партий, рабочего класса Украинской ССР.

## Основные труды
- Історія української державності. Курс лекцій: Навч. посіб. для слухачів вищих закладів освіти України. — К., 1999.
- Історія України. Від стародавньої історії до 1917 р.: Навч. посіб. для слухачів Київського військового гуманітарного інституту Національної Академії оборони України. — К., 1999.
- Історія України: 1917—2001 рр.: Навч. посіб. для слухачів Київського військового гуманітарного інституту Національної Академії оборони України. — К., 2001.
- Історія України: Навч. посіб. для 11 класу середньої загальноосвітньої школи. — Запоріжжя, 2000.
- Соборність України. На шляху до об'єднання та утвердження української державності: Кн. 2. — К., 2002.
- Історія української державності: Посібник для слухачів Академії Національної Оборони України. — К., 2005

## Награды
- Заслуженный работник высшей школы УССР (1984).
- Орден Дружбы народов
- несколько медалей СССР